# Roberto Julián Duranona
Roberto Julián Duranona (8 de diciembre de 1965) es un exjugador de balonmano cubano, naturalizado islandés, que jugaba de lateral izquierdo. Durante su carrera jugó para la selección de balonmano de Cuba y la selección de balonmano de Islandia.
Con la selección cubana logró el oro en los Juegos Panamericanos de 1991.

## Palmarés

### KA Akureyri
- Liga de Islandia de balonmano (1): 1997
- Copa de Islandia de balonmano (1): 1996

## Clubes
| Club                     | País     | Año         |
| ------------------------ | -------- | ----------- |
| SC Habana                | Cuba     | - 1995      |
| KA Akureyri              | Islandia | 1995 - 1997 |
| ThSV Eisenach            | Alemania | 1997 - 2000 |
| TuS Nettelstedt-Lübbecke | Alemania | 2000 - 2002 |
| HSG Wetzlar              | Alemania | 2002 - 2003 |
| TSV Hannover-Burgdorf    | Alemania | 2003 - 2004 |
| HSG Vulkan Vogelsberg    | Alemania | 2004 - 2005 |
| Club Balonmano Castellón | España   | 2005 - 2006 |